# 所有権理論
所有権理論(しょゆうけんりろん)は、新制度派経済学の一分野で主に財の発生させるプラス・マイナスの外部性に対して、所有権がどのような働きをするかを分析する経済理論である。
皆で共有している誰のものでもない土地があったとする。仮に、その土地から得られる資源（例えば果物、山菜、材木とか）を土地を共有している人たちそれぞれが適度に限度を守って利用している場合には問題は発生しない。
しかし、人間は自己利益追求のために悪徳的に行動することがあるので、隠れて共有地の資源を浪費したり資源を過剰に利用したりすることがある。その結果として共有地資源は枯れ果て最終的に誰にも得にならない事態になる。
これがコモンズの悲劇と言われる現象である。ゲーム理論の囚人のジレンマといった経済現象にも似ている。このようなコモンズの悲劇を回避するためには所有権を設定する必要がある。
もし、共有地を細分化し所有権を割り当てることができれば、人々は自分に与えられた資源は大切に使うインセンティブを持つので資源は大切に使われる。このように財を効率的に使うためには所有権の設定が重要になる。

## 所有権の定義
所有権理論の最も重要な概念である「所有権」をより一般的に定義する。
1. 財のある特質を自由に使用する権利。
2. 財のある特質が生み出す利益を獲得する権利。
3. 他人にこれらの権利を売る権利。

さらに、このような「所有権」は、以下のような特徴をもつとされる。
1. 所有権は分割されたり、統合されたりする。
2. 所有権は強化されたり、希薄化されたりする。
3. 所有権は人に帰属されたり、人から取り去られたりする。

所有権理論では「所有権」の概念は、法律上で使用される定義に比べて弾力的に使われる。
たとえば、企業組織内のある職務につくメンバーは、経営資源としての人、物、金、そして情報を使用する権利をもつ。
このような権利もまた、所有権理論では「所有権」として扱われることになる。

## 環境問題と所有権
先に見たような「コモンズの悲劇」現象は、環境問題において多く見られる。例えば、企業による石油や鉱物資源などの過度な採掘や過剰な開発による環境破壊がある。また消費者が自分ひとりなら大丈夫といってゴミを投棄したり資源を浪費したりすることも同じ原理で生じている。
所有権理論は帰属が不明確なマイナスの外部性に所有権を与えることによって環境問題を解決しようとする。
以下に現実に行われている所有権設定による環境問題の解決方法を挙げる。
排出権取引：まずCO2の排出権を各国に割り当て、各企業に所有権を設定する。そして排出権は、市場取引を通じて効率的に権利を使える経済主体に資源配分される。
炭素税（環境税）:ガソリンを使用するとCO2などの環境へのマイナスの外部性が発生する。そのような外部性を炭素税として価格に含ませ、消費者にコストとして支払わせる。この様な税はピグー税とも呼ばれる。

## レファレンス
- 菊澤研宗　『組織の経済学入門ー新制度派経済学アプローチ』（有斐閣, 2006）。
- 「「共有地の悲劇」「コモンズの悲劇」ってなんのこと？ - ウェイバックマシン（2001年3月7日アーカイブ分）」　「進化研究と社会」科学ニュース＆基礎用語。

## 関連用語
- Bundle of rights
- 所有権（法律学）
- 法と経済学
- 取引コスト

## 所有権理論の研究者
- Armen Alchian
- Yoram Barzel
- Ronald Coase
- Steven N. S. Cheung
- Harold Demsetz